# وين ناينج سو
وين ناينج سو (بالبورمية: ဝင်းနိုင်စိုး)‏ هو لاعب كرة قدم ميانماري في مركز الهجوم، ولد في 24 أكتوبر 1993 في ماندالاي في ميانمار. لعب مع نادي ياداناربون.

## وصلات خارجية
- وين ناينج سو على موقع ناشيونال فوتبول تيمز (الإنجليزية)
- وين ناينج سو على موقع Soccerway.com (الإنجليزية)